# Biserica Română Unită cu Roma, Greco-Catolică

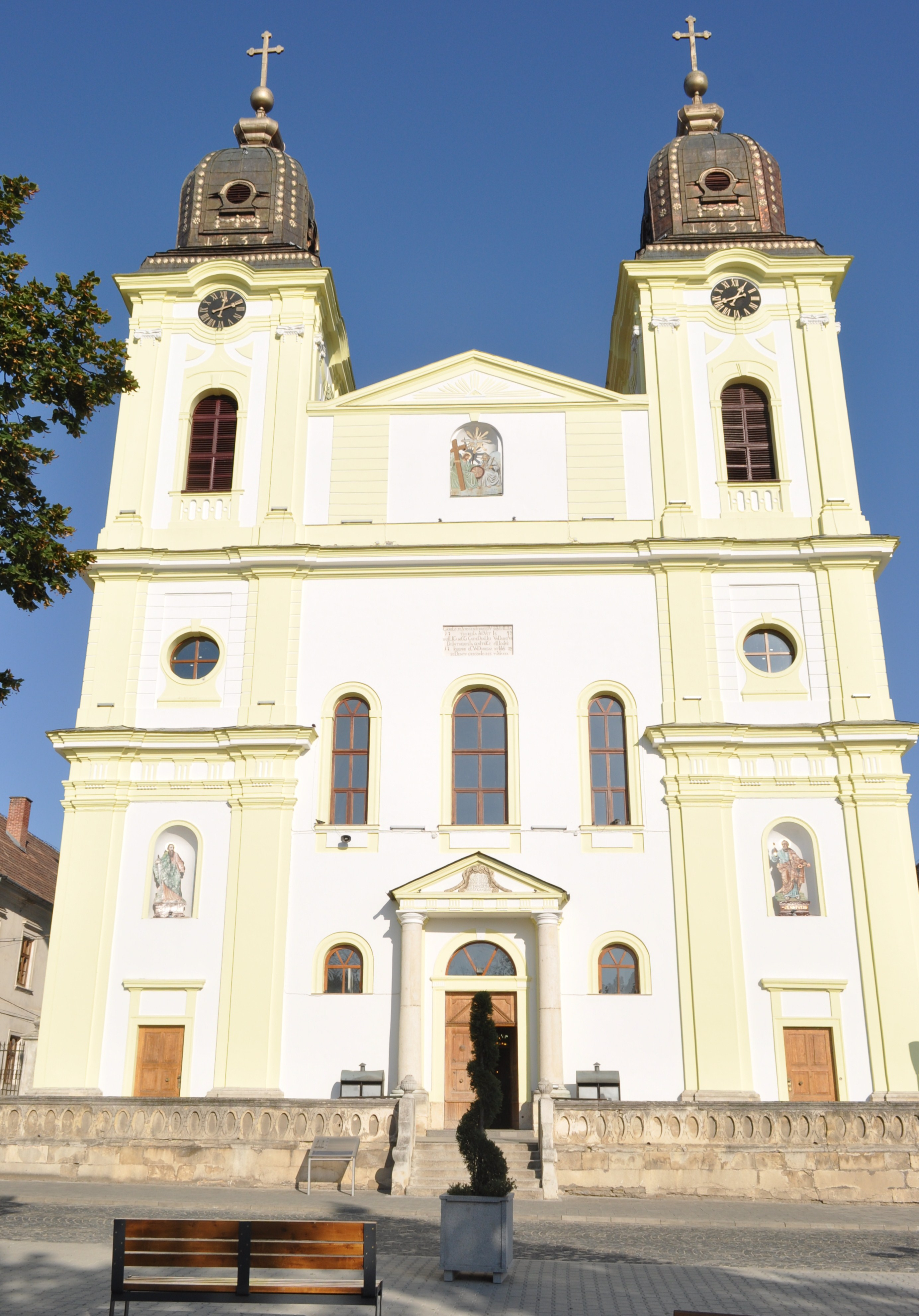
Catedrala Sfânta Treime din Blaj, construită la mijlocul secolului al XVIII-lea după planul arhitectului Anton Erhard Martinelli

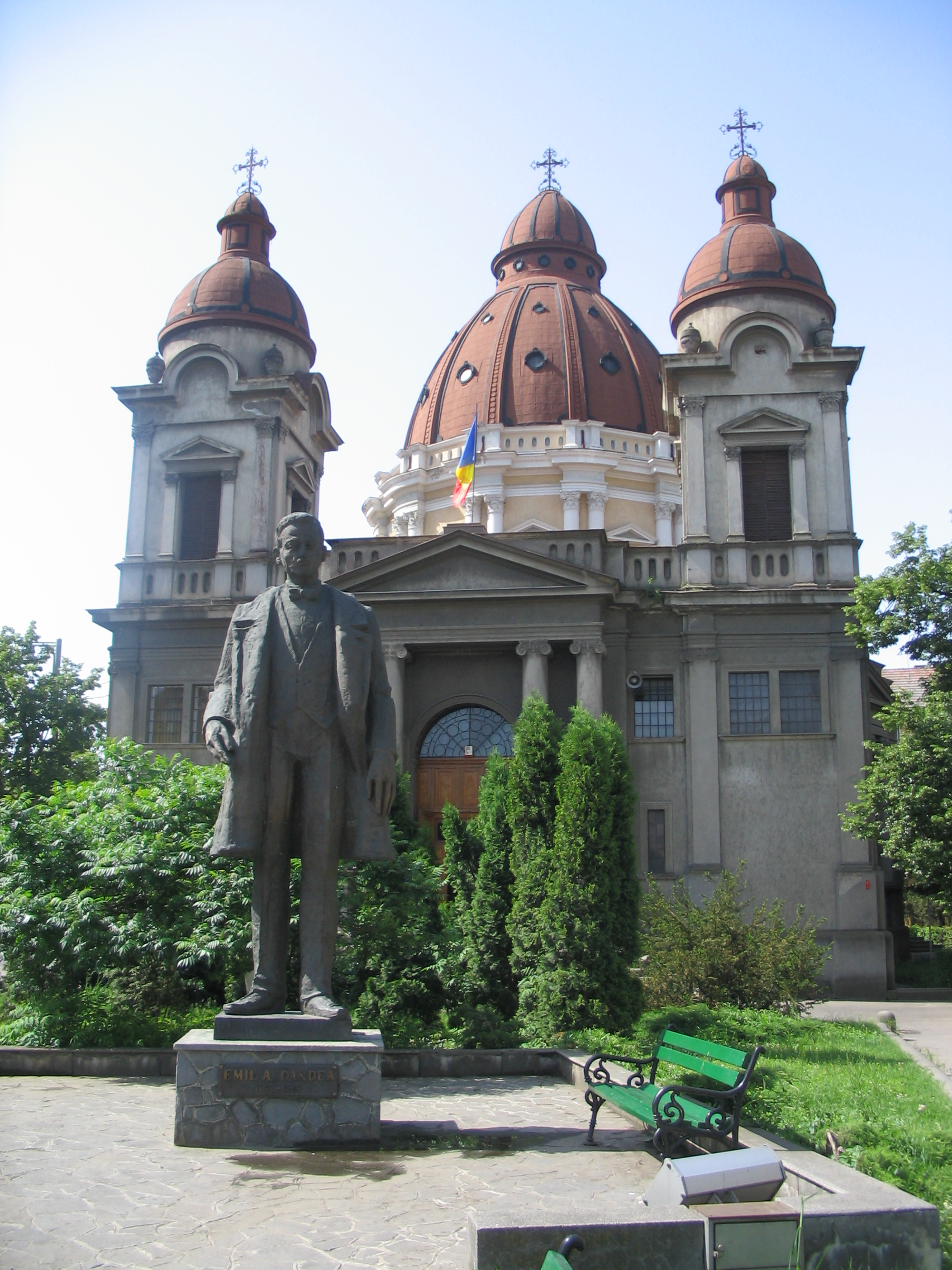
Biserica Buna Vestire din Târgu Mureș, construită în perioada interbelică după modelul Bazilicii Sfântul Petru din Roma

Biserica Română Unită cu Roma, Greco-Catolică este o biserică catolică, sui iuris, de rit bizantin. Biserica Română Unită cu Roma a jucat un rol esențial în dezvoltarea culturii și educației române moderne, iar tradițional este considerată una din cele două biserici naționale românești. Întâistătătorul ei din 1994 și până în prezent este arhiepiscopul major Lucian Mureșan (cardinal din 2012).

## Istorie

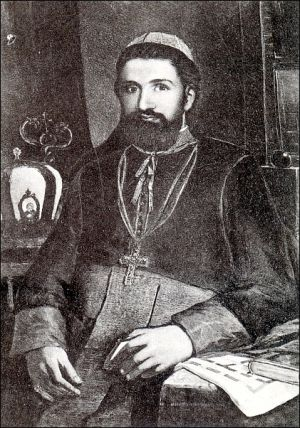
Ioan Inocențiu Micu-Klein

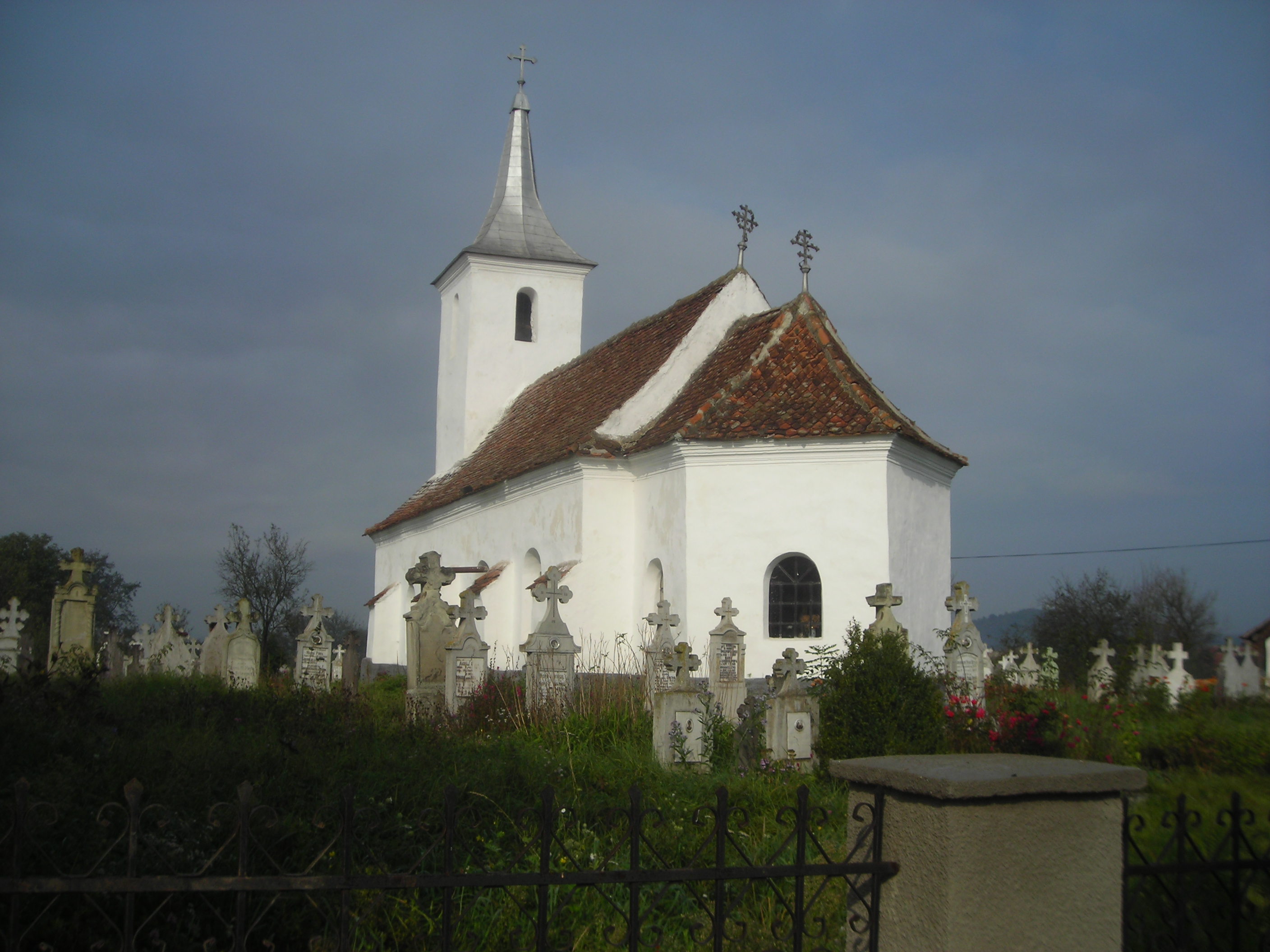
Biserica unită din Comana de Jos, Brașov, una din cele mai vechi din Țara Făgărașului

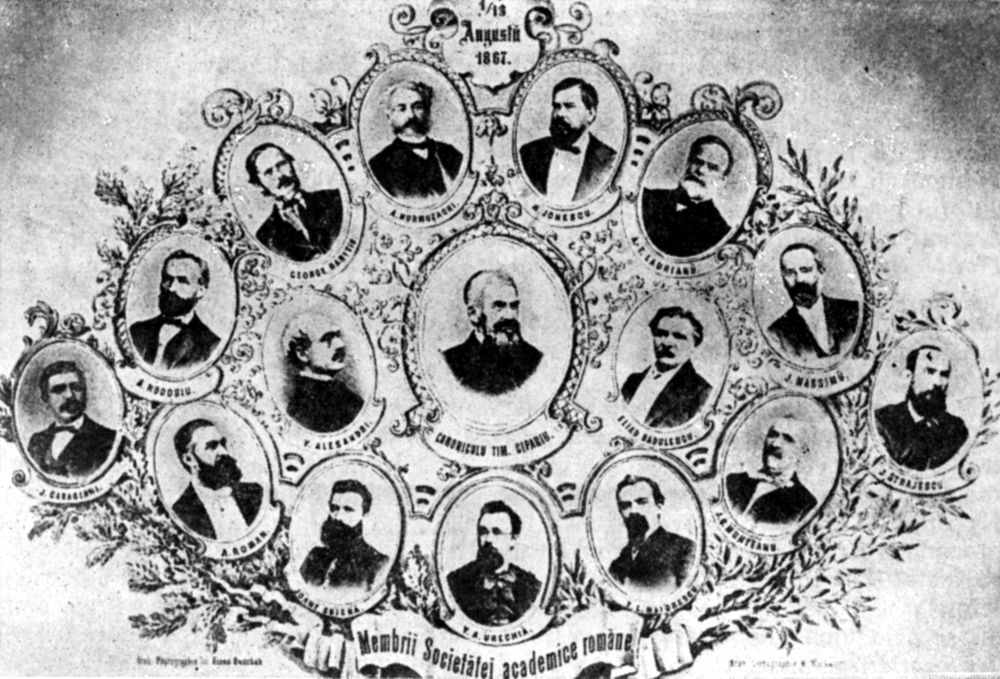
Tabloul membrilor fondatori ai Academiei Române, cu canonicul Timotei Cipariu în centrul imaginii (august 1867).

Biserica Română Unită cu Roma s-a format în urma unirii marii majorități a clerului și a credincioșilor Mitropoliei Ortodoxe din Ardeal (Transilvania) cu Biserica Romei. O mică parte din credincioși nu a aderat la actul de unire, dar cea mai mare parte a lor a rămas fidelă episcopilor uniți. Din datele recensământului din anul 1930 reiese că 31,1% din populația din Transilvania era greco-catolică, iar 27,8% era ortodoxă. În Crișana-Maramureș 36,8% din populație s-a declarat ortodoxă și 25,2% greco-catolică, iar în Banat 56,1% din populație era ortodoxă și 3,6% greco-catolică.
Realizată după modelul Uniunii de la Brest (1596) și a Uniunii de la Ujhorod (în Transcarpatia), unirea bisericii ardelene (transilvane) s-a produs prin Sinodul de la Alba Iulia din anul 1698. Organizarea oficială a Bisericii Române Unite ca parte a Bisericii Catolice s-a făcut în 6 iulie 1716, în vremea papei Clement al XI-lea, prin decretul „Indulgendum esse”.
Rețeaua de învățământ dezvoltată din secolul al XVIII-lea până în secolul al XX-lea de Biserica Română Unită a ridicat nivelul cultural al românilor din Transilvania, indiferent de confesiune. Gheorghe Șincai, unul din corifeii Școlii Ardelene, a fost inspectorul școlar general al Bisericii Române Unite, prin efortul său fiind deschise sute de școli cu predare în limba română. Între profesorii Liceului „Sfântul Vasile cel Mare” din Blaj s-au numărat personalități de anvergură ale culturii române, precum filologul Timotei Cipariu și istoricul Augustin Bunea, amândoi membri ai Academiei Române. Majoritatea politicienilor români din Transilvania erau de asemenea fie ei înșiși preoți, fie descendenți din familii de preoți greco-catolici, precum Simion Bărnuțiu, Ioan Rațiu, Alexandru Vaida Voievod, Iuliu Maniu și Corneliu Coposu. Întemeietorul presei românești din Transilvania, George Barițiu, a fost de asemenea fiu de preot greco-catolic. Abnegația culturală, științifică și politică a Bisericii Române Unite cu Roma pentru poporul român au expus-o vicisitudinilor totalitare ale secolului al XX-lea. 
Ca și toate celelalte biserici greco-catolice din zona de influență sovietică, la ordinul lui Stalin, Biserica Română Unită a fost interzisă prin decretul 358 din 1 decembrie 1948. Patrimoniul ei (biserici, mănăstiri, școli, case parohiale etc.) a fost expropriat și în parte dat în folosința Bisericii Ortodoxe Române. În această perioadă, și mai ales în anii stalinismului, episcopii, preoții, călugării și credincioșii greco-catolici au fost aspru persecutați, mulți din ei murind în închisorile și coloniile de muncă forțată din gulagul comunist sau în domicilii forțate.
Biserica Română Unită cu Roma a fost repusă în legalitate imediat după Revoluția din 1989, prin decretul-lege nr. 9, emis de Consiliul Frontului Salvării Naționale pe 31 decembrie 1989. O lege care să reglementeze situația juridică a lăcașelor de cult greco-catolice trecute în posesia Bisericii Ortodoxe Române nu a fost adoptată până în prezent.
Recunoașterea morală a sacrificiului Bisericii Române Unite cu Roma a avut loc cu ocazia vizitei efectuate de papa Ioan Paul al II-lea în România, în perioada 7-9 mai 1999. În a doua zi a vizitei, pe 8 mai 1999, papa Ioan Paul al II-lea a îngenuncheat la mormintele episcopilor martiri Vasile Aftenie și Iuliu Hossu din Cimitirul Bellu, în semn de omagiu. Douăzeci ani mai târziu a avut loc vizita papei Francisc în România. În data de 2 iunie 2019 acesta a prezidat pe Câmpia Libertății din Blaj slujba de beatificare a episcopului Valeriu Traian Frențiu și a însoțitorilor acestuia, morți în închisorile comuniste.

## Organizare
Potrivit ediției din 2005 a Anuarului Pontifical, la sfârșitul lui 2003, Biserica reunea 737.900 de credincioși, 716 preoți și 347 de seminariști. Conform datelor recensământului din 2002, în România au fost înregistrați 191.556 de greco-catolici, dintre care 160.896 etnici români, 19.645 maghiari, 6.148 romi, 1.721 ucraineni, 1.542 germani etc. Aceste rezultate sunt contestate de Biserica Română Unită, care acuză faptul că în formulare era tipărită deja confesiunea ortodoxă și a susținut că autoritățile au făcut presiuni asupra celor recenzați să nu se declare greco-catolici. Independent de Biserica Română Unită, în România există de asemenea șase episcopii (dieceze) romano-catolice (de rit latin), care formează Biserica Romano-Catolică din România.
Conform datelor recensământului efectuat în anul 2002 de autoritățile române, județele cu cea mai numeroasă prezență greco-catolică erau: Cluj (30.012), Satu Mare (29.200), Maramureș (28.182) etc.

### De-a lungul timpului

#### Până în 1948

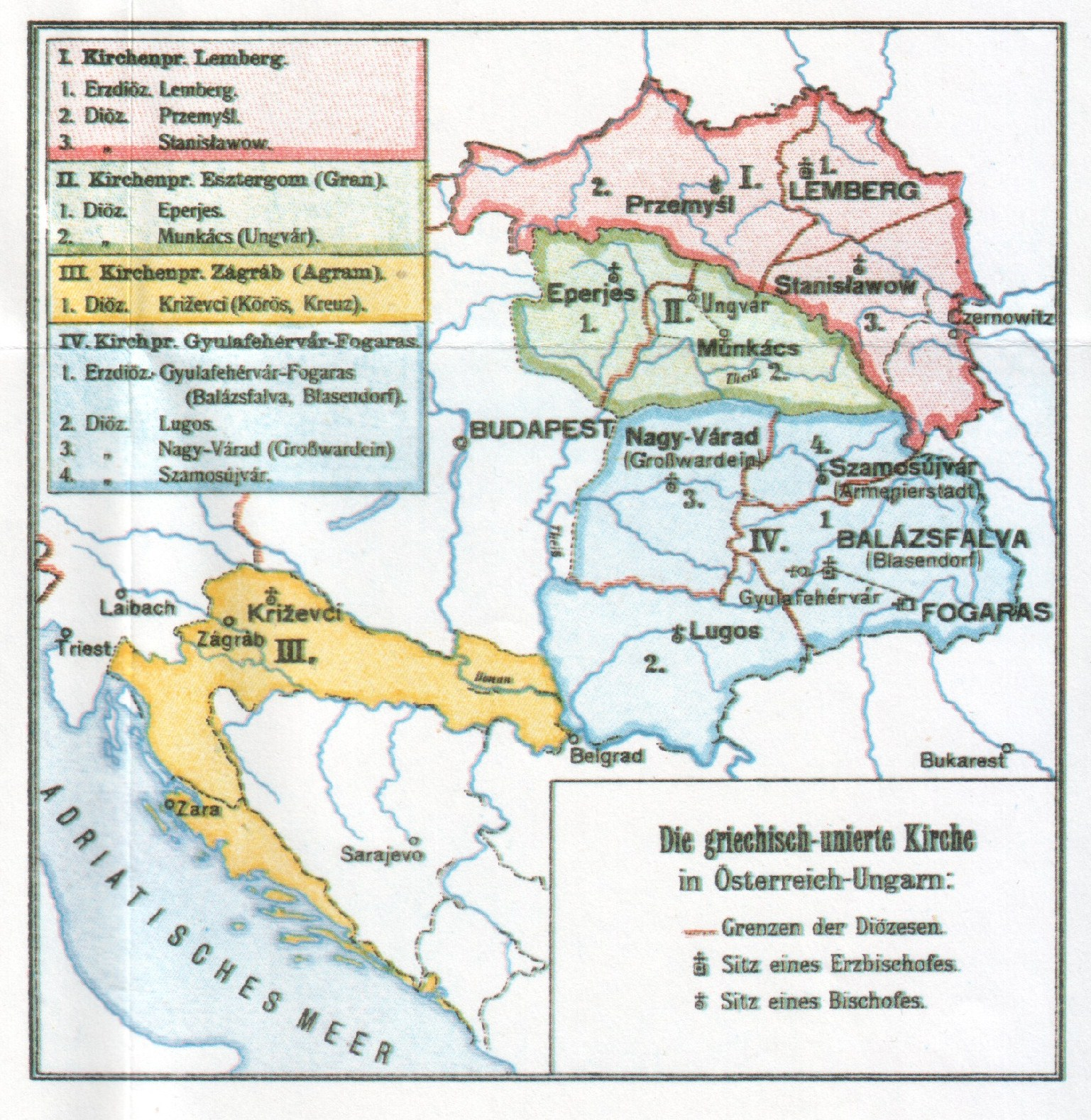
Provincia mitropolitană de Făgăraș și Alba Iulia în anul 1909 (albastru): 1. Arhiepiscopia de Făgăraș și Alba Iulia (cu sediul la Blaj), 2. Episcopia de Lugoj, 3. Episcopia de Oradea Mare și 4. Episcopia de Gherla.

Inițial Biserica Română Unită cu Roma a fost pusă sub jurisdicția arhiepiscopului romano-catolic de Esztergom, care îndeplinea funcția de Principe-Primat al Ungariei. Astfel episcopul greco-catolic din Blaj se afla subordonat canonic celui romano-catolic din Esztergom. În anul 1777 a fost înființată ce-a de-a doua episcopie unită românească, Episcopia de Oradea Mare, subordonată inițial tot Arhiepiscopiei de Esztergom.
Situația s-a schimbat la 26 noiembrie 1853, când prin bula „Ecclesiam Christi ex omni lingua” papa Pius al IX-lea a ridicat Episcopia Română Unită de Făgăraș și Alba Iulia la rangul de mitropolie, cu Episcopia de Oradea drept sufragană. Astfel Biserica Română Unită cu Roma a devenit provincie bisericească de sine stătătoare, subordonată direct Sfântului Scaun, ieșind deci de sub jurisdicția arhiepiscopului primat al Ungariei. Tot atunci au fost înființate două episcopii noi, cea de Lugoj și cea de Gherla, care au fost subordonate ierarhic (ca episcopii sufragane) Mitropoliei de Alba Iulia și Făgăraș, cu sediul la Blaj. Primul mitropolit al Blajului a fost Alexandru Șterca Șuluțiu.
În perioada interbelică a fost înființată Episcopia de Maramureș, cu sediul la Baia Mare, ca a patra episcopie sufragană a Arhiepiscopiei de la Blaj.
Prin decretul Apostolica sedes din 9 aprilie 1934 Congregația pentru Bisericile Orientale a readus sub jurisdicția Arhiepiscopiei de la Blaj cele treizecișicinci de parohii unite din Ținutul Secuiesc, care fuseseră anterior subordonate Eparhiei de Hajdúdorog începând cu anul 1912.

#### Clandestinitatea

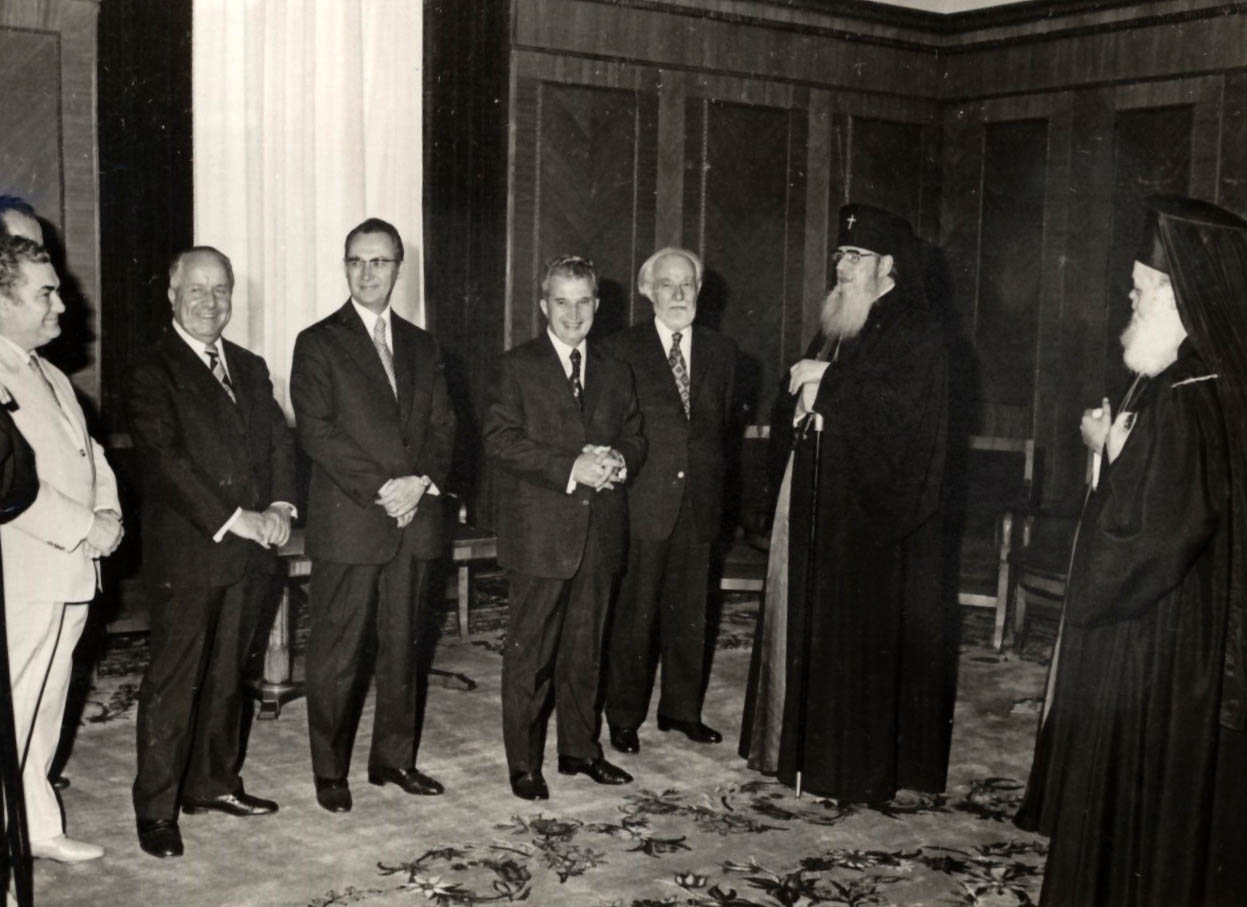
Întrevederea dintre Nicolae Ceaușescu (flancat de Manea Mănescu și Ștefan Voitec) și patriarhul Iustin Moisescu,
București, 18 iunie 1977

La 3 septembrie 1948 a fost publicat în Monitorul Oficial al României decretul prin care episcopul Ioan Suciu, considerat vârful rezistenței anticomuniste din BRU, a fost depus din funcție de Guvernul Petru Groza. La 18 septembrie 1948 au fost depuși din funcție ceilalți episcopi uniți, cu excepția lui Vasile Aftenie, episcopul-vicar pentru București, și a lui Iuliu Hossu, episcop de Cluj, considerați mai concesivi.
Autoritățile comuniste au organizat pentru data de 1 octombrie 1948 o adunare a clerului greco-catolic, răspândind știrea că întrunirea va fi prezidată la Cluj de episcopul Iuliu Hossu. Acesta însă a reușit să trimită în data de 30 septembrie o scrisoare circulară prin care anunța excomunicarea latae sententiae a celor care vor participa la adunarea de trecere la Biserica Ortodoxă Română. În aceste condiții întrunirea nu s-a desfășurat la sediul Episcopiei de Cluj-Gherla, ci la mică distanță, în sala de sport a Liceului Barițiu. La adunare a participat un singur protopop unit, Traian Belașcu, protopop de Țichindeal, și 37 de preoți de mir, dintre care doi au refuzat să semneze proclamația de trecere la BOR. Cei 36 au fost primiți în după-masa zilei de 1 octombrie de episcopul ortodox Nicolae Colan, după care au plecat spre București, pentru primirea la Palatul Patriarhal, urmată de o slujbă la Biserica Sf. Spiridon Nou, prezidată de patriarhul Justinian Marina.
Pe 27 octombrie 1948 ministrul Teohari Georgescu a dispus arestarea episcopilor greco-catolici pe care i-a numit „bandiți”.
În zilele de 28-29 octombrie 1948 au fost arestați toți cei șase episcopi greco-catolici din România, inclusiv Vasile Aftenie și Iuliu Hossu, și duși mai întâi la vila patriarhală de Dragoslavele-Muscel, unde au fost vizitați de mai multe ori de patriarhul Justinian, apoi la Mănăstirea Căldărușani și, în cele din urmă, despărțiți, în arestul Ministerului de Interne și la închisoarea Văcărești.
În data de 8 noiembrie 1948 a fost publicat în Monitorul Oficial decretul prin care a fost demis și Iuliu Hossu, ultimul episcop greco-catolic aflat încă formal în funcție (deși arestat cu zece zile înainte). La 1 decembrie 1948 Înaltul Prezidiu al Marii Adunări Naționale a emis decretul 358/1948 care a stabilit încetarea cultului greco-catolic și exproprierea tuturor bunurilor acestuia.
În timpul clandestinității au fost făcute mai multe demersuri de relegalizare a Bisericii Unite. Punctul de vedere oficial al autorităților comuniste și al Bisericii Ortodoxe Române era acela că Biserica Română Unită ar fi încetat să existe. Această teză corespundea deopotrivă intereselor statului comunist, cât și Bisericii Ortodoxe Române, chemată să furnizeze un alibi pentru versiunea oficială a dispariției credincioșilor greco-catolici.
La 12 august 1956 a avut loc la Cluj în plină stradă o liturghie duminicală greco-catolică celebrată de preotul Vasile Chindriș, cu o participare numeroasă (ca. 3.000 de persoane). În urma acestei demonstrații, dublată de o vastă mișcare petiționară, a urmat un nou val de arestări și condamnări ale liderilor rezistenței greco-catolice.
În anul 1958 preotul Visarion Aștileanu, fost deținut politic, a trecut la Biserica Ortodoxă Română și a devenit în scurt timp inspector patriarhal iar, din 1962, episcop vicar patriarhal. În data de 10 iunie 1973 a fost ales episcop al Aradului, ca succesor al lui Teoctist Arăpașu. Visarion Aștileanu a devenit astfel al doilea preot greco-catolic, după Teofil Herineanu, care a obținut funcția de episcop în Biserica Ortodoxă Română.

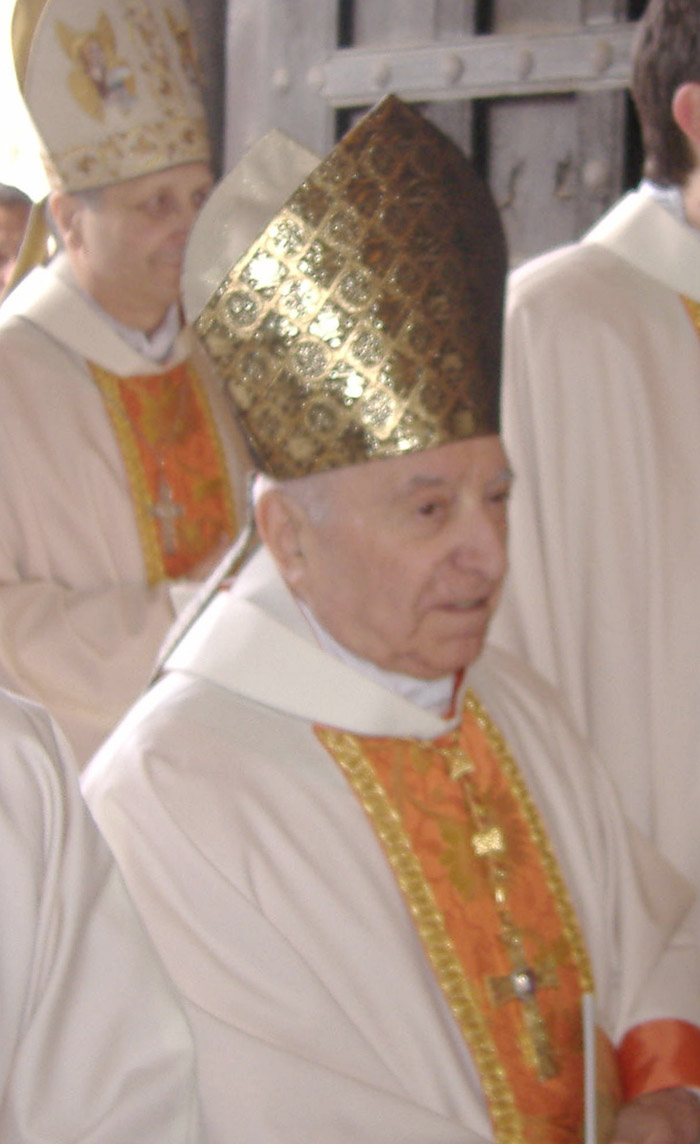
Nunțiul Luigi Poggi, însărcinatul special pentru ameliorarea relațiilor cu Polonia, Cehoslovacia, Ungaria, România și Bulgaria între 1973-1986

Cornel Burtică, ambasadorul Republicii Socialiste România în Italia (1966-1969), s-a întâlnit de mai multe ori cu Agostino Casaroli, ministrul de externe al Vaticanului. Cei doi au discutat pe larg despre reglementarea situației Bisericii Române Unite, ambasadorul Burtică exprimându-și acordul în acest sens. Într-o notă trimisă la București ambasadorul Burtică evidenția între avantajele reglementării chestiunii în cauză pe acela că aniversarea în 1968 a 50 de ani de la unirea Transilvaniei cu România, organizată de greco-catolicii din emigrație, să nu aibă un pronunțat caracter ostil regimului de la București. În urma intervențiilor sale, un emisar al Sfântului Scaun a primit permisiunea de la Departamentul Cultelor de a-l vizita la 31 octombrie 1968 pe cardinalul Iuliu Hossu, aflat în domiciliu forțat la Mănăstirea Căldărușani.
În data de 26 mai 1973, în cursul unei vizite oficiale în Italia, Nicolae Ceaușescu a fost primit în audiență particulară de către papa Paul al VI-lea, ocazie cu care Ceaușescu a afirmat cu privire la chestiunea Bisericii Române Unite: "o socotim irevocabil închisă pentru totdeauna. E o problemă religioasă dar și de stat. Pentru noi nu există. Luați act că nu vom renunța la a veghea la unitatea poporului român."
În noiembrie-decembrie 1973 a avut loc prima vizită a nunțiului Luigi Poggi în România, desfășurată cu condiția ca acesta să nu întâlnească episcopi greco-catolici. Chiar și solicitarea lui Poggi de a vizita mormântul lui Iuliu Hossu din cimitirul Bellu a fost refuzată, pe motiv că „Hossu nu este un mort oarecare”. Principala dificultate în calea ameliorării relațiilor dintre România și Sfântul Scaun a fost problema Bisericii Unite, autoritățile comuniste fiind dispuse la o apropiere doar cu condiția „totalei abandonări de către Vatican a problemei fostului cult greco-catolic”.
Consacrarea episcopală a lui Traian Crișan în data de 6 ianuarie 1982 la Roma a stârnit o reacție vehementă din partea conducerii Bisericii Ortodoxe Române, reacție orchestrată de autorități. Consacrarea episcopală și predica ținută de papa Ioan Paul al II-lea cu ocazia respectivă au fost dezavuate în ședința Sfântului Sinod din 10-11 ianuarie 1982, iar patriarhul Iustin Moisescu a trimis o telegramă de protest către papa Ioan Paul al II-lea, telegramă publicată în ziarele centrale din 14 ianuarie 1982. Papa Ioan Paul al II-lea se pronunțase încă de la începutul pontificatului său pentru scoaterea Bisericii Române Unite din ilegalitate.
În septembrie 1988, printr-o scrisoare deschisă adresată papei Ioan Paul al II-lea, scrisoare difuzată de Radio Europa Liberă, disidenta Doina Cornea și alți cinci intelectuali clujeni au solicitat legalizarea Bisericii Române Unite cu Roma.

#### După 1989
Prin decretul-lege nr. 9 din 31 decembrie 1989 Consiliul Frontului Salvării Naționale a abrogat decretul 358 din 1 decembrie 1948. Situația juridică a lăcașelor de cult greco-catolice trecute în posesia Bisericii Ortodoxe Române urmează să fie reglementată printr-o lege specială.
În 7 mai 1990 autoritățile române au recunoscut funcția episcopală a episcopilor aleși în clandestinitate: Ioan Ploscaru, Vasile Hossu, George Guțiu, Lucian Mureșan și Alexandru Todea. Decretele de recunoaștere au fost publicate în Monitorul Oficial nr. 63 din 9 mai 1990. Astfel a fost restabilită ierarhia Bisericii Române Unite cu Roma.
În 16 decembrie 2005 Biserica Română Unită a fost ridicată de papa Benedict al XVI-lea la rangul de biserică arhiepiscopală majoră, cu autonomie și drepturi similare celor aferente patriarhiilor catolice orientale, conform can. 151-154 din CCEO.

### În prezent

Episcopiile Bisericii Române Unite cu Roma

Din 2005 Biserica Română Unită cu Roma este organizată - în conformitate cu Codul Canoanelor Bisericilor Orientale - ca biserică arhiepiscopală majoră, cu sediul la Blaj. Arhiepiscopia majoră este compusă din Arhiepiscopia de Făgăraș și Alba Iulia, Episcopia de Oradea, Episcopia de Cluj-Gherla, Episcopia de Lugoj și Episcopia Maramureșului (cu sediul în municipiul Baia Mare).
Arhiepiscopul Major al Bisericii Române Unite cu Roma îndeplinește în același timp și funcția de arhiepiscop-mitropolit de Alba Iulia și Făgăraș.
Biserica Română Unită cu Roma are patru eparhii în România (Oradea Mare, Cluj-Gherla, Lugoj și Maramureș) și una în Statele Unite ale Americii (Episcopia Greco-Catolică Română de Ohio), trecută mai recent în subordinea arhiepiscopiei majore cu sediul la Blaj.
La 29 mai 2014 a fost creată Eparhia „Sfântul Vasile cel Mare” de București, cu un teritoriu canonic corespunzător municipiului București și Țării Românești (Oltenia, Muntenia și Dobrogea).
Pentru formarea seminariștilor și preoților există patru seminarii teologice în România, la Blaj, Cluj, Oradea și Baia Mare, precum și Colegiul Pontifical Pio Romeno din Roma. Studenții colegiului românesc din Roma studiază în principal la Universitatea Pontificală Gregoriană și la Institutul Pontifical Oriental.

## Demografie
Ponderea greco-catolicilor o depășește pe cea a ortodocșilor, existând totuși  importante comunități ortodoxe
     Ponderea ortodocșilor o depășește pe cea a greco-catolicilor, existând totuși  importante comunități greco-catolice
     Majoritate ortodoxă fără o prezență greco-catolică importantă (sub 1%)

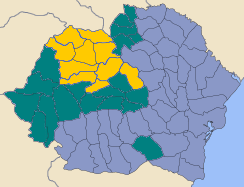
Ortodocșii și greco-catolicii din România interbelică (pe județe)
Ponderea greco-catolicilor o depășește pe cea a ortodocșilor, existând totuși importante comunități ortodoxe
Ponderea ortodocșilor o depășește pe cea a greco-catolicilor, existând totuși importante comunități greco-catolice
Majoritate ortodoxă fără o prezență greco-catolică importantă (sub 1%)

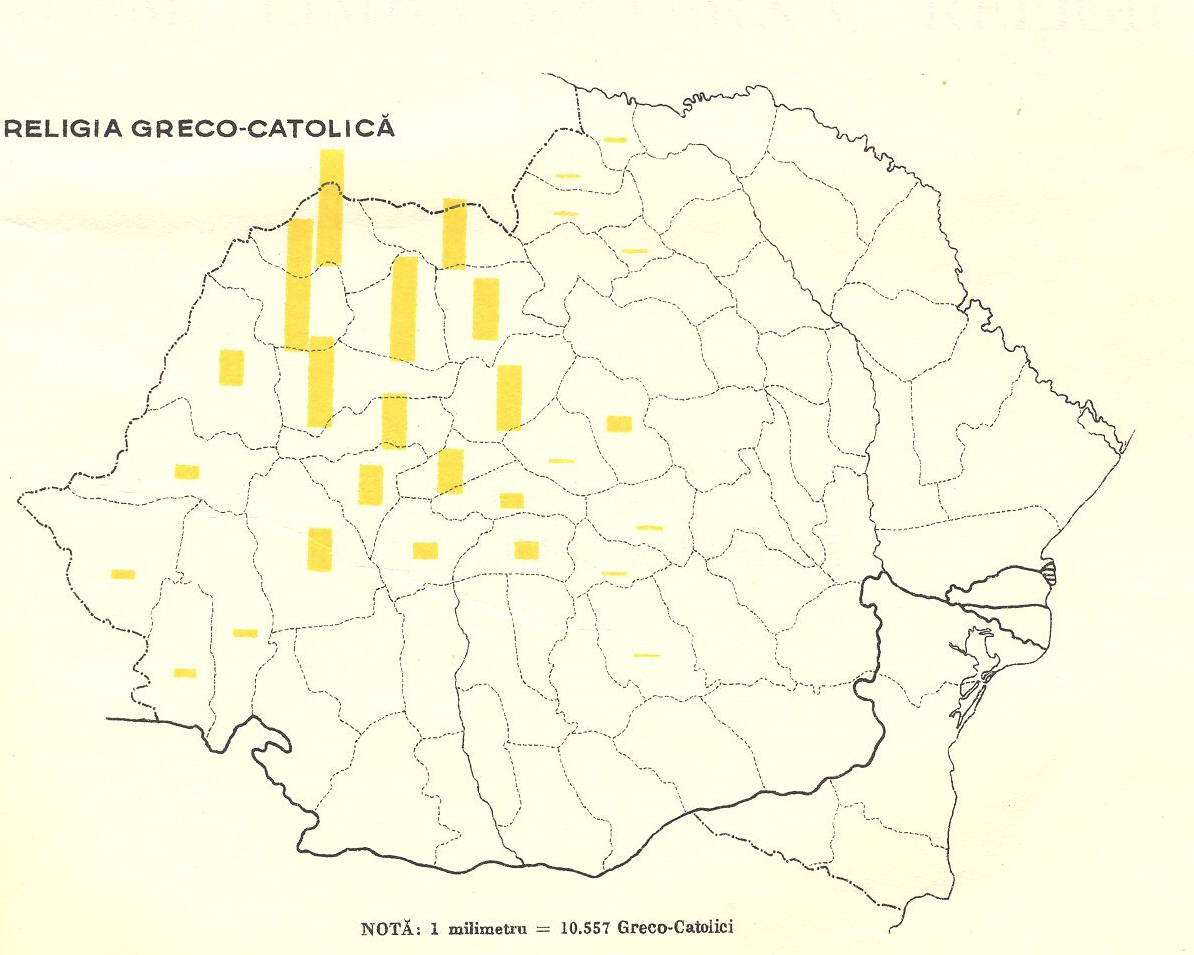
Prezența greco-catolică conform recensământului din 1930, înainte de desființarea Bisericii Române Unite cu Roma

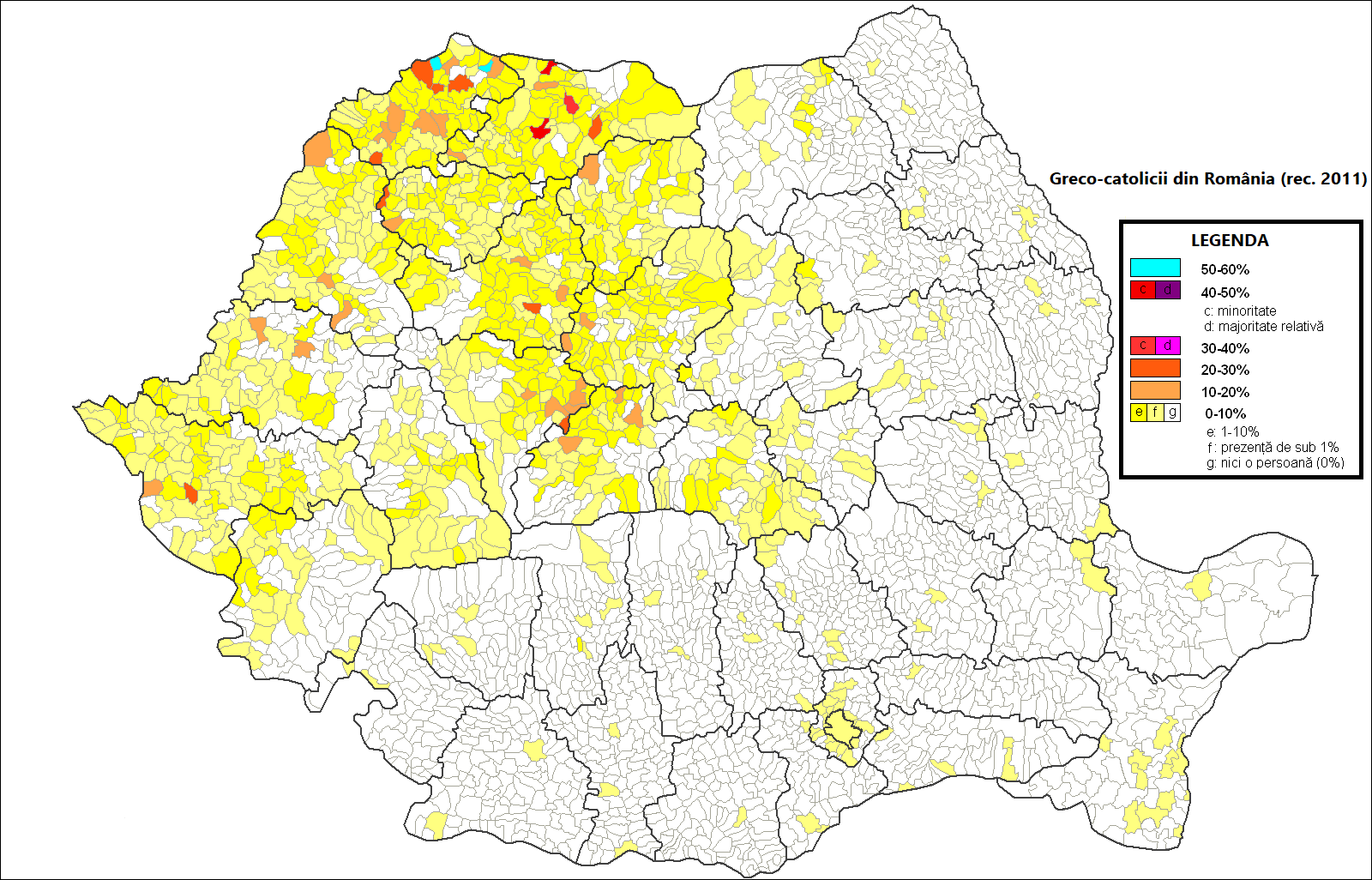
Greco-catolicii din România (2011)

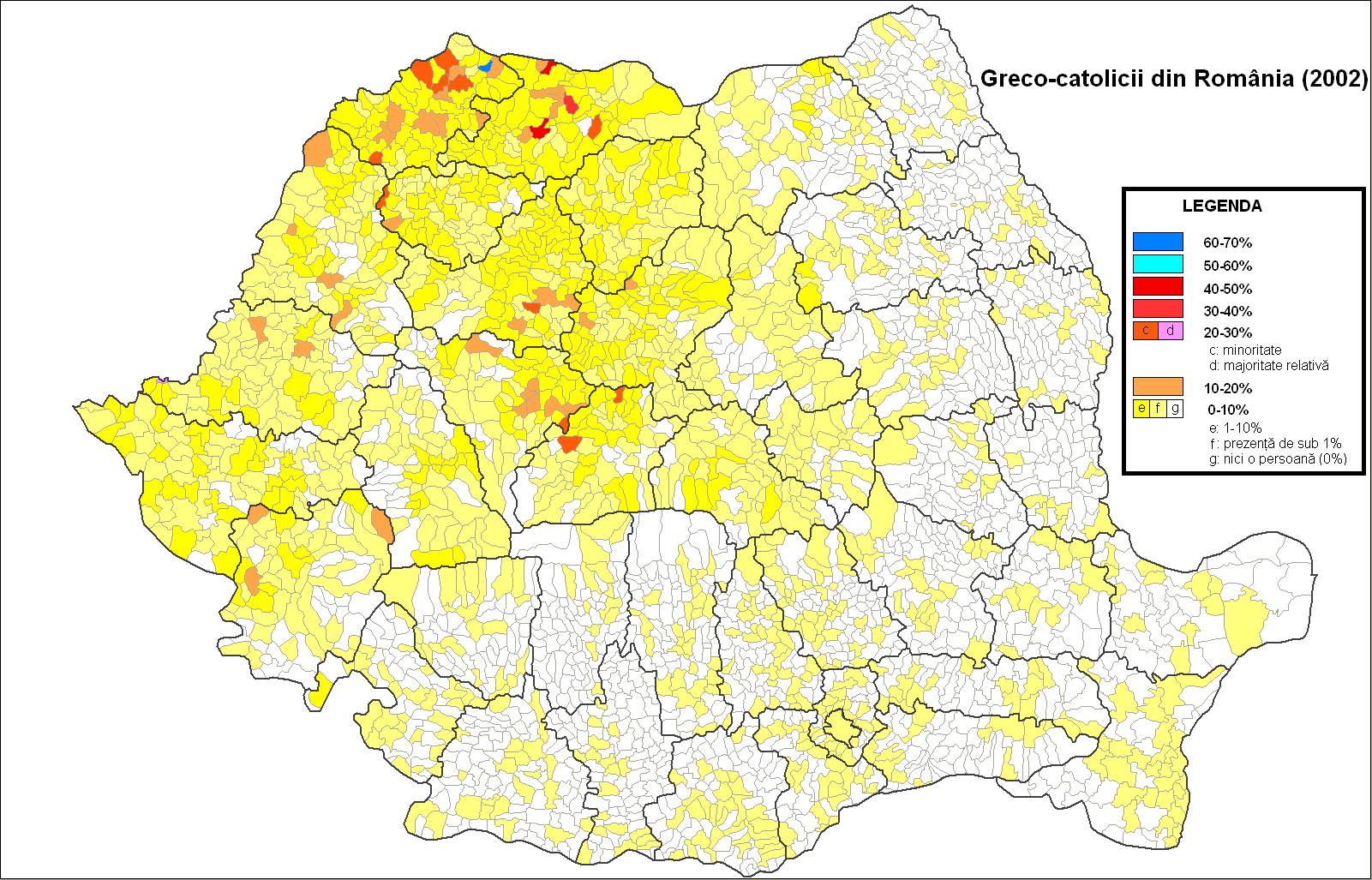
Prezența greco-catolică conform recensământului din 2002

Conform datelor ultimului recensământ al populației din România (efectuat în anul 2011) numărul credincioșilor Bisericii Române Unite cu Roma era de 150.593, reprezentând 0,75% din populația țării. Credincioșii sunt concentrați cu precădere în Transilvania, Maramureș, Banat și Crișana, unde reprezintă 2,01% din populație. Cele mai mari comunităti sunt localizate în județele Satu Mare (24.568 credincioși), Cluj (23.164 credincioși) și Maramureș (21.836 credincioși).
Potrivit raportului Departamentului de Stat al SUA privind libertatea religioasă pe anul 2017 estimările interne ale BRU apreciază la 488.000 numărul credincioșilor din România.

Prezența greco-catolică conform recensământului din 2002

Conform datelor recensământului din 1930 unitățile administrative cu cea mai însemnată pondere greco-catolică erau:
- Județul Maramureș (interbelic): 64,4%
  - Plasa Iza: 80,9% (mozaici 13,9%, ortodocși 4,3%)
  - Plasa Sighet: 69,4% (mozaici 14,6%, romano-catolici 6,5%)
  - Plasa Vișeu: 69,4% (mozaici 22,2%, romano-catolici 7,3%)
- Județul Someș: 63,5%
  - Plasa Gârbou: 86,7% (ortodocși 9,8%, mozaici 2,2%)
  - Plasa Ileanda: 78,6% (ortodocși 16,8%, mozaici 3,2%)
  - Plasa Gherla: 73,1% (reformați 20,5%, ortodocși 2,4%)
  - Plasa Beclean: 65% (reformați 19%, ortodocși 8,4%)
  - Plasa Dej: 64,8% (ortodocși 18%, reformați 12%)
- Județul Năsăud: 60,2%
  - Plasa Năsăud: 86,5% (luterani 5,9%, mozaici 3,7%)
  - Plasa Șieu: 52,8% (luterani 24,9%, ortodocși 10,5%)
- Județul Satu Mare (interbelic): 59,0%
  - Plasa Baia Mare: 84,9% (romano-catolici 7,1%, reformați 4,9%)
  - Plasa Șomcuta Mare: 80,3% (ortodocși 8,8%, mozaici 5,5%)
  - Plasa Oaș: 76,1% (reformați 12,1%, mozaici 7,8%)
- Județul Sălaj (interbelic): 52,6%
  - Plasa Jibou: 75,5% (ortodocși 12,9%, reformați 6,3%)
  - Plasa Crasna: 72,7% (reformați 18,7%, ortodocși 3,2%)
  - Plasa Cehu Silvaniei: 68,1% (reformați 24,6%, mozaici 3,4%)
- Județul Turda: 42,3%
  - Plasa Iara: 67,1% (ortodocși 23,2%, reformați 4,7%)
  - Plasa Luduș: 56,7% (reformați 22,8%, ortodocși 11,9%)
  - Plasa Mihai Viteazul: 53,5% (reformați 19,3%, ortodocși 14,4%)
  - Plasa Câmpia Turzii: 52,9% (reformați 27,5%, ortodocși 13,5%)
- Județul Cluj (interbelic): 42,7%
  - Plasa Borșa: 80,6% (reformați 13,9%, ortodocși 1,9%)
  - Plasa Sărmaș: 76% (reformați 16,2%, ortodocși 2,8%)
- Județul Târnava Mică: 40,7%
  - Plasa Blaj: 61,8% (reformați 16%, ortodocși 12,5%)
  - Plasa Iernut: 43,7% (reformați 22,4%, ortodocși 22,3%)
- Județul Mureș: 32,4%
  - Plasa Râciu: 74,9% (reformați 14,6%, unitarieni 5,2%)
  - Plasa Teaca: 65,4% (luterani 15,2%, reformați 11,3%)
  - Plasa Toplița: 36,4% (romano-catolici 26,2%, ortodocși 25,3%)
  - Plasa Reghin: 33,1% (ortodocși 30,4%, reformați 23,0%)
- Județul Alba: 31,6%
  - Plasa Teiuș: 58,4% (ortodocși 30,9%, reformați 7,0%)
  - Plasa Ocna Mureș: 56,4% (reformați 19,4%, ortodocși 15,8%)
  - Plasa Aiud: 51,3% (ortodocși 24,3%, reformați 16,3%)
- Județul Hunedoara: 18,5%
  - Plasa Pui: 63,3% (ortodocși 32,4%, romano-catolici 1,3%)
  - Plasa Hațeg: 63,0% (ortodocși 31,5%, romano-catolici 2,6%)

## Diferendul patrimonial cu Biserica Ortodoxă Română

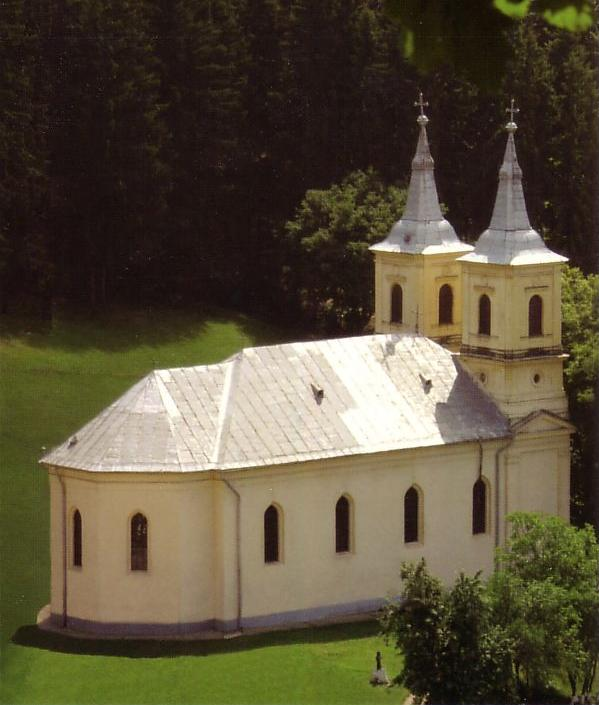
Biserica Mănăstirii Nicula

### Faza tergiversării prin „comisiile de dialog”
După Revoluția Română din 1989, unul din primele acte normative ale noii puteri a fost Decretul-Lege nr. 9/1989, de abrogare a Decretului 358/1948, prin care Biserica Română Unită cu Roma a fost scoasă în afara legii. Un decret-lege al Consiliului Provizoriu de Uniune Națională din data de 24 aprilie 1990 prevedea că bunurile BRU aflate în proprietatea statului urmează să fie restituite vechiului proprietar. Procesul de restituire a fost obstrucționat în mod vehement de reprezentanții BOR, care inițial nu au dorit ca BRU să-și redobândească nici măcar bunurile aflate în posesia statului. Un exemplu în acest sens este clădirea Mănăstirii Bixad, care a fost transformată de autoritățile comuniste în preventoriu TBC și care deși a fost restituită prin hotărâre de guvern în anul 1992, decizia de restituire nu a putut fi pusă în aplicare din cauza opoziției clerului ortodox local, aflat în poziția de terț față de acțiunea în cauză. În ceea ce privește situația bisericilor și a caselor parohiale aflate în posesia Bisericii Ortodoxe Române, conform aceluiași Decret-lege nr. 126/1990, aceasta urma să fie stabilită prin comisiile bilaterale de dialog, formate din reprezentanți ai ambelor culte. Aceste comisii nu au reușit să rezolve situațiile conflictuale decât în șase cazuri, ceea ce a determinat BRU să se adreseze instanțelor de judecată. Au existat și puține cazuri de restituire pe cale amiabilă a unor lăcașe de cult, cum este cel al Bisericii Bob din Cluj.
În total au avut loc opt întâlniri ale comisiei de dialog. Prima întâlnire a avut loc în data de 28 octombrie 1998 la Palatul Patriarhal din București, a doua în data de 28 ianuarie 1999 la Mitropolia din Blaj, a treia în data de 10 iunie 1999 la Mănăstirea Râmeț, a patra în data de 4 noiembrie 1999 la Seminarul Greco-Catolic din Oradea, a cincea în data de 28 septembrie 2000 la Mănăstirea Sâmbăta, a șasea în data de 27 septembrie 2001 la Episcopia de Lugoj, a șaptea în data de 1 octombrie 2002 la Episcopia Aradului și a opta în data de 23 septembrie 2003 la Episcopia Maramureșului. Episcopii întruniți la Baia Mare au convenit ca următoarea întâlnire a comisiei să aibă loc în data de 28 septembrie 2004 la sediul Arhiepiscopiei Clujului. Cu puțin timp înainte de data fixată episcopii ortodocși au contramandat întâlnirea.

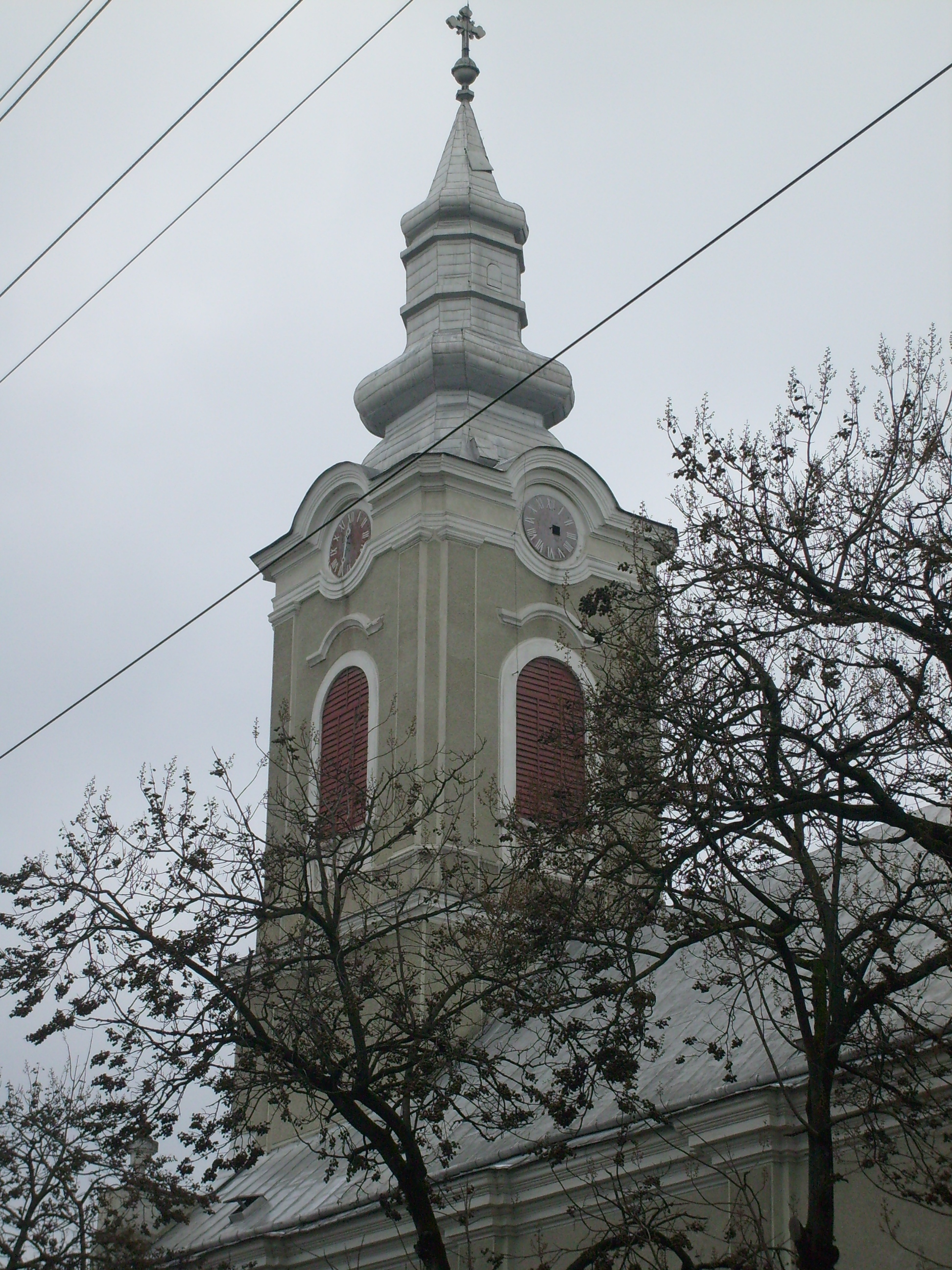
Turnul Bisericii „Sf. Dumitru” din Beiuș

### Proiecte de lege privind reglementarea folosirii lăcașelor de cult ale BRU
Prima inițiativă în acest sens a aparținut senatorului Matei Boilă (PNȚCD). Acest proiect a fost completat de senatorul jurist Corneliu Turianu și adoptat de Senatul României în ședința din 12 iunie 1997. Proiectul prevedea folosirea în comun de către comunitățile ortodoxe și greco-catolice a bisericilor greco-catolice în localitățile în care există o singură biserică, respectiv folosirea exclusivă a unei biserici de către comunitățile greco-catolice în localitățile în care există două sau mai multe lăcașe de cult. Legea Boilă-Turianu a stârnit o reacție vehementă a episcopatului Bisericii Ortodoxe Române din Transilvania, care a trimis pe 12 septembrie 1997 o scrisoare Parlamentului României, în care a arătat legiuitorului că prevederea adoptată de Senat ar fi nedemocratică, căci „încalcă dreptul democratic al colectivității de a decide, pe bază de vot, asupra soartei lăcașelor de cult”, precum și faptul că amestecul statului în relațiile dintre culte ar fi neproductiv. Deputatul Petre Țurlea (PUNR) a dat citire acestei scrisori în ședința Camerei Deputaților din 30 septembrie 1997, criticând în numele PUNR în termeni aspri legea adoptată de Senat. În continuare legea Boilă-Turianu a fost tergiversată la Camera Deputaților timp de patru ani și în cele din urmă respinsă pe 25 septembrie 2001, în noua legislatură dominată de PDSR, devenit PSD în iunie 2001 (vezi alegeri legislative în România, 2000).

### Practica neunitară a instanțelor în primul deceniu de după 1989
În prima parte a anilor 1990, instanțele de judecată au considerat că doar comisiile bilaterale de dialog ar fi abilitate să rezolve chestiunea dreptului de proprietate asupra lăcașelor de cult disputate, fără ca justiția să se poată pronunța în caz de neînțelegere a părților. Acest punct de vedere a făcut ca parohiile ortodoxe să se transforme în același timp în părți și în arbitri ai diferendului, tranșarea conflictului depinzând de atitudinea lor, parohiilor greco-catolice fiindu-le inițial refuzat dreptul ca cererile lor de restituire să fie examinate de o instanță independentă. Această soluție contravenea prevederilor Convenției Europene a Drepturilor Omului, care interzice ca o parte să fie totodată arbitru al propriei cauze și care garantează oricărei persoane liberul acces la justiție. Așa fiind, în a doua parte a anilor 1990 practica instanțelor de judecată a devenit neunitară, unele instanțe admițând cererile parohiilor greco-catolice, iar altele refuzându-le, cu trimitere la comisiile mixte de dialog, blocate de parohiile ortodoxe. Primul caz notoriu de admitere a unei acțiuni în revendicare a părții greco-catolice a fost decizia Curții de Apel Ploiești din anul 1998, prin care a fost restituită Catedrala Schimbarea la Față din Cluj.
După alte câteva sentințe judecătorești favorabile BRU, în luna februarie 2002 patriarhul Teoctist a adresat o scrisoare ministrului justiției Rodica Stănoiu, prin care cerea ca ministrul să intervină pe lângă instanțele de judecată ca acțiunile greco-catolicilor să fie respinse, făcând referire expresă la judecătoriile din Dej și Gherla, precum și la tribunalele din Baia Mare și Arad și la curțile de apel Cluj și Alba Iulia. Ministerul Justiției a trimis scrisoarea respectivă prin fax către curțile de apel din Transilvania, ceea ce a generat un val de proteste față de imixtiunea în activitatea instanțelor de judecată.

### Recursul în anulare promovat de Procurorul General al României

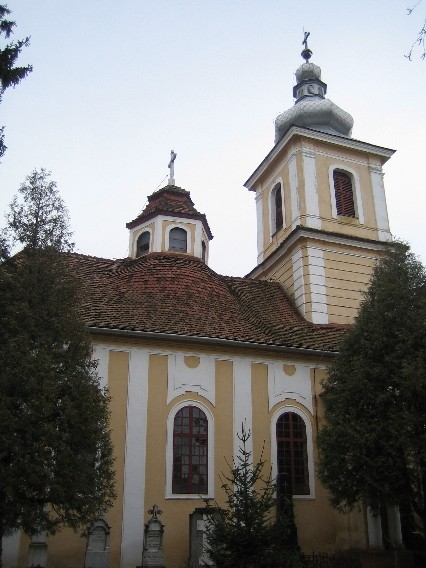
Biserica Sf. Petru și Pavel din Sibiu (Biserica dintre Brazi)

La data de 7 aprilie 1993 Protopopiatul Sibiu al BRU a chemat în judecată parohiile BOR Cibin I și II, pentru a fi obligate să predea reclamantei imobilele aferente Bisericii Petru și Pavel din Sibiu. În motivarea acțiunii reclamanta a arătat că imobilele sunt proprietatea sa iar pârâtele refuză să i le predea. Instanțele de fond (Judecătoria Sibiu), apel (Tribunalul Dolj - după strămutarea cauzei la Craiova) și recurs (Curtea de Apel Craiova) au dat câștig de cauză reclamantei.
Considerând că aceste hotărâri ar fi fost pronunțate cu depășirea atribuțiilor instanțelor judecătorești, la data de 22 august 1996, Vasile Manea Drăgulin, procuror general al României, a promovat recurs în anulare.
În motivarea recursului în anulare a arătat că dreptul de proprietate constituit prin lege în baza unui anumit regim constituțional nu poate fi desființat de o lege ulterioară, deoarece ar însemna aplicarea retroactivă a legii. Procurorul General a susținut că într-adevăr prin decretul-lege nr. 9/1989 a fost abrogat decretul 358/1948, de desființare a BRU, dar situația bunurilor care au aparținut cultului greco-catolic a fost reglementată de decretul-lege 126 din 24 aprilie 1990, care, prin art. 2 și 3, a prevăzut posibilitatea restituirii acestor bunuri, ca și modalitatea restituirii lor. În temeiul acestor din urmă dispoziții legale, cât și în baza HG 466 din 19 august 1992, Procurorul General al României a conchis că soluționarea restituirii bunurilor care au aparținut BRU ar fi fost concepută prin voința legiuitorului ca o problemă ce excede atribuțiilor instanțelor judecătorești și, cum în speță instanțele nu ar fi ținut cont de aceste dispoziții (de restituire a bunurilor BRU strict pe cale administrativă), instanțele de judecată și-ar fi depășit atribuțiile săvârșind un act de imixtiune în prerogativele puterii legiuitoare și o încălcare a separației puterilor în stat.
Prin decizia nr. 581/1999 Curtea Supremă de Justiție a respins recursul în anulare formulat de Procurorul General al României contra deciziei civile 833/1996 a Curții de Apel Craiova, ca nefondat. Instanța supremă a arătat că prin HG 466/1992, invocată de Procurorul General, s-au constituit într-adevăr în unele județe comisiile la care se referă art. 2 din decretul-lege 126/1990, dar la fel de adevărat este că pentru municipiul Sibiu o asemenea comisie nu s-a constituit. Neconstituirea unei atari comisii nu poate însă împiedica liberul acces la justiție al reclamantei, deoarece ar fi contrar principiului consacrat prin art. 21 al Constituției, potrivit căruia orice persoană se poate adresa justiției pentru apărarea intereselor sale, nici o lege neputând îngrădi exercitarea acestui drept.
Față de aceste considerente Curtea Supremă a stabilit că hotărârile atacate cu recurs în anulare nu au fost date cu depășirea atribuțiilor instanțelor judecătorești, cum a susținut Procurorul General. Soluționarea acțiunii în revendicare presupune soluționarea unui proces privind raporturile juridice civile care intră în competența instanțelor judecătorești, iar împrejurarea că instanțele au discutat neînscrierea unui drept în cartea funciară și au hotărât asupra consecințelor de ordin juridic ce decurg din această neînscriere, nu reprezintă o imixtiune în atribuțiile altei puteri și nici nu  constituie o încălcare a principiului separației puterilor în stat, așa cum greșit s-a susținut în recursul în anulare.

### Reglementări interne parțiale

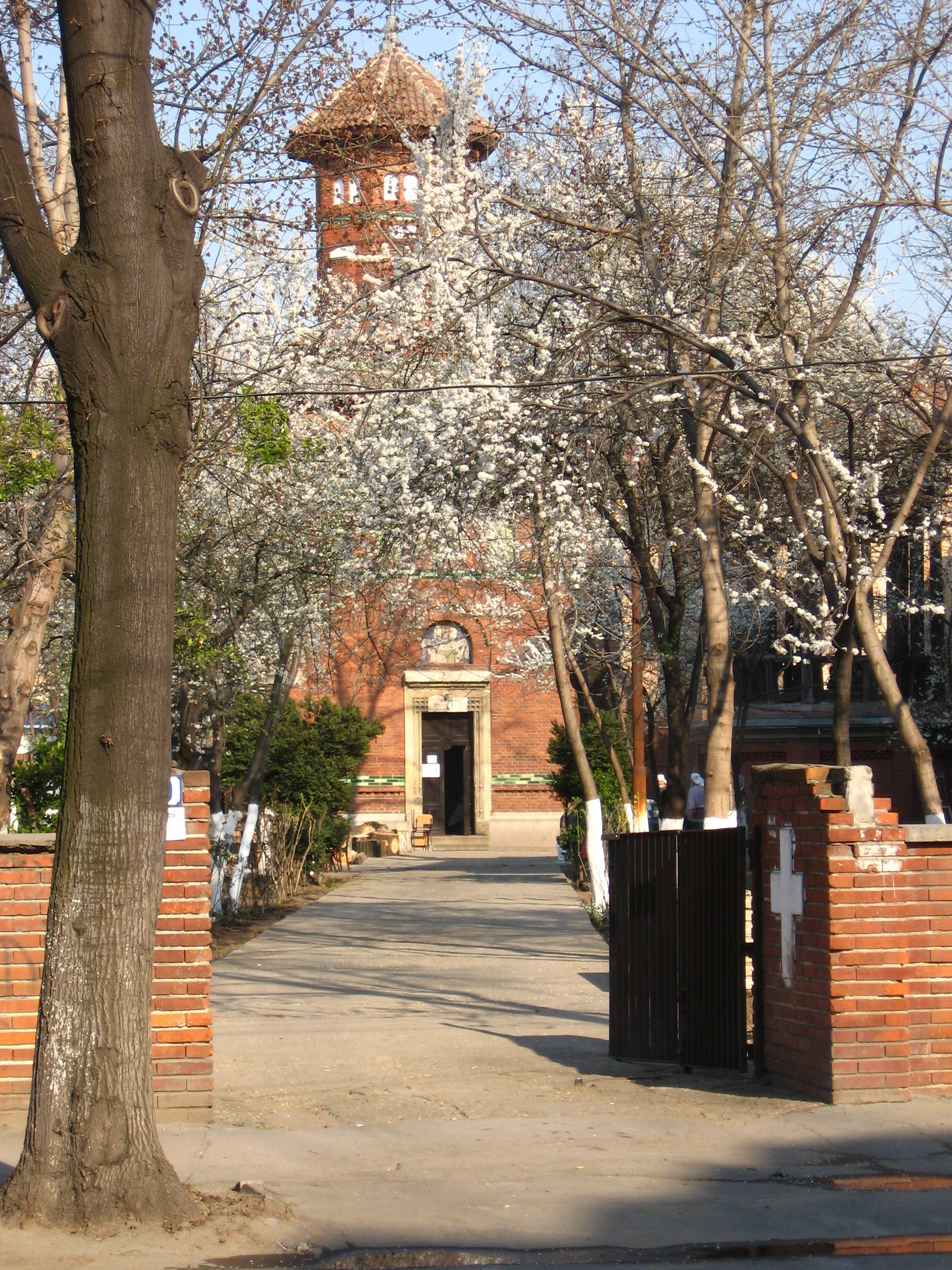
Biserica Sf. Vasile cel Mare din București, restituită în anul 2006

Articolul 1 din OUG 94/2000 (modificată prin legea 501/2002) prevede că situația lăcașurilor de cult va fi reglementată printr-o lege specială. De asemenea, art. 8 alin. 2 din legea 10/2001 prevede că regimul juridic al imobilelor aparținând unor culte religioase va fi reglementat de norme speciale. Actele normative speciale nu au fost adoptate până în prezent. Răzvan Theodorescu, ministrul culturii din partea PSD, a explicat în data de 10 martie 2003 că această excepție are în vedere evitarea conflictelor interconfesionale cu Biserica Română Unită cu Roma.
În anul 2004 Guvernul României condus de Adrian Năstase a adoptat Ordonanța de Urgență nr. 64/2004, care a învestit în mod expres instanțele judecătorești cu competența privind judecarea litigiilor ce au ca obiect bunurile care au aparținut Bisericii Române Unite cu Roma. În anul 2005, prin Legea nr. 182/2005, Parlamentul României a adoptat OUG 64/2004, stabilind procedura concretă a convocării comisiei mixte de dialog și acordând tribunalelor competența judecării litigiilor în primă instanță pentru cazul în care părțile nu se înțeleg. Această lege a fost promulgată de președintele României și publicată în Monitorul Oficial nr. 505 din 14 iulie 2005.
În anul 2005, pentru a asigura practica unitară la nivelul tuturor instanțelor, Înalta Curte de Casație și Justiție a stabilit în mod expres  admisibilitatea cererilor de retrocedare introduse de BRU împotriva BOR, casând sentințele contrare adoptate de instanțele inferioare și trimițând spre rejudecare cauzele vizate, cu respectarea îndrumărilor date de Curte.
Pe parcursul anilor 2006-2014 instanțele de judecată au admis în general acțiunile în revendicare formulate de parohiile greco-catolice. Soluțiile de admitere au fost consecvent casate de ÎCCJ, cu trimitere la faptul că legea specială care să reglementeze restituirea lăcașelor de cult, nu a fost adoptată până în prezent. Exemplificative în acest sens sunt spețele legate de Catedrala Veche din Baia Mare, respectiv Biserica Iuliu Hossu din Cluj.

### Demersuri pentru rezolvarea problemelor de comun acord

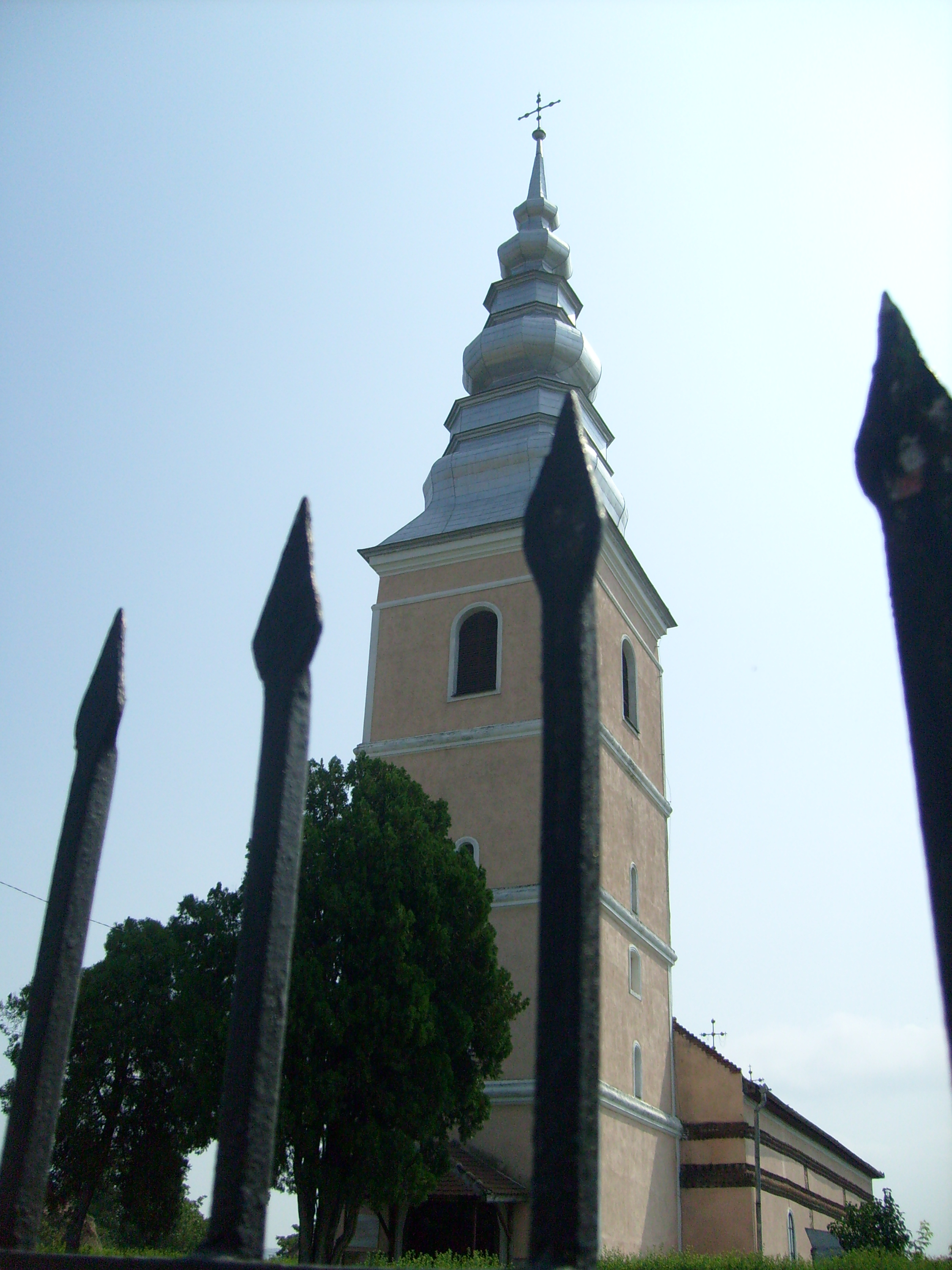
Biserica Unită din Maieri-Alba Iulia

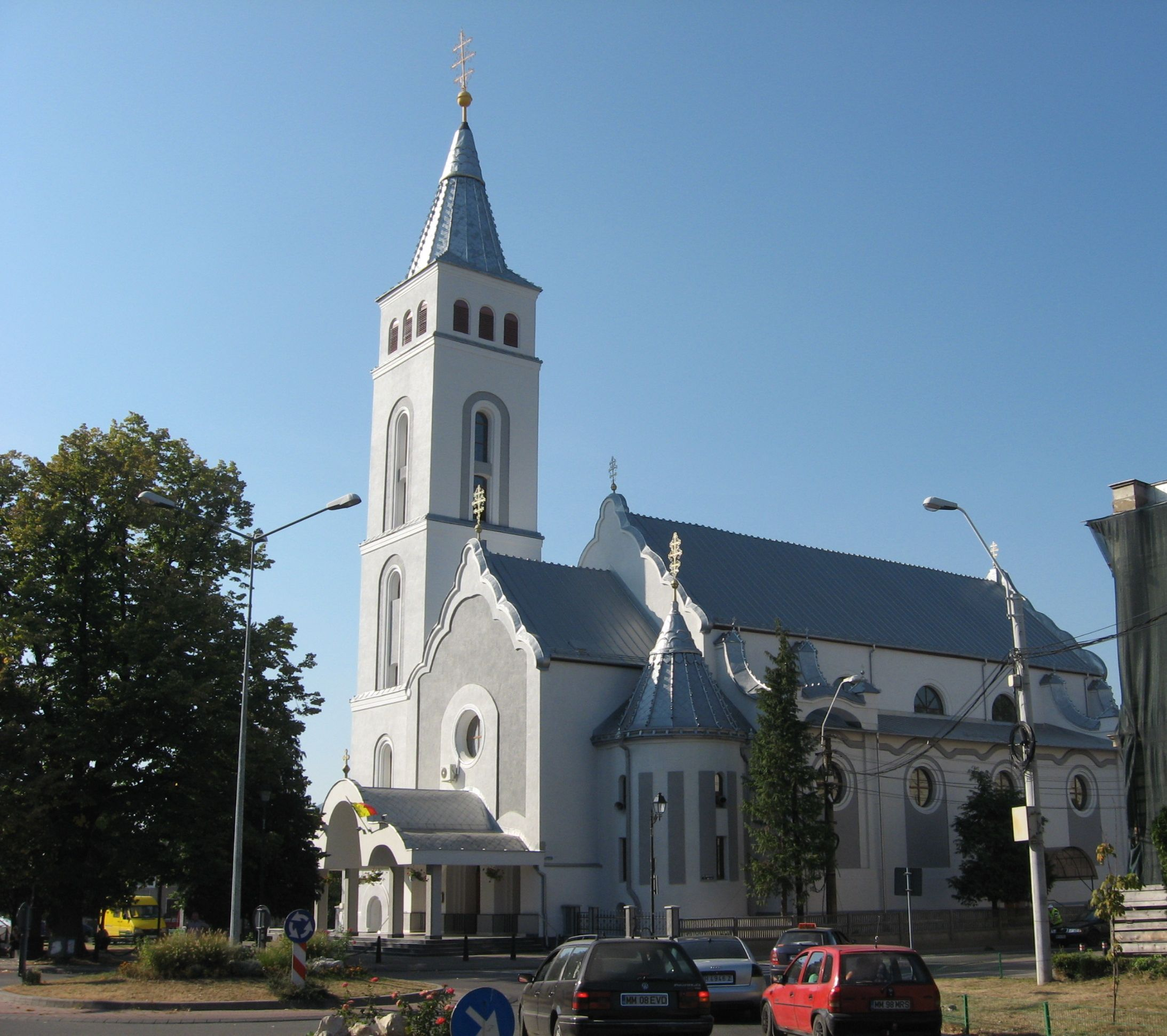
Catedrala Adormirea Maicii Domnului din Baia Mare

În data de 5 decembrie 2010 conducerea BRU a răspuns pozitiv invitației de reluare a dialogului cu BOR, invitație adresată de patriarhul Daniel prin scrisoarea nr. 4.719 din 12 iulie 2010. Sinodul BOR, întrunit în ședința din 16-17 februarie 2011, a desemnat ierarhii care să facă parte din comisia pregătitoare pentru stabilirea principiilor, tematicii și metodologiei de lucru în comisia mixtă de dialog între Biserica Ortodoxă Română și Biserica Română Unită cu Roma.
În cadrul întrunirii celor două sinoade ale ierarhilor ortodocși din Transilvania, desfășurată în 4 iulie la Mănăstirea Râmeț, a fost decisă reeditarea volumului din 2006 intitulat Relațiile actuale dintre ortodocși și greco-catolici, "ca o primă piatră în construirea acestui dialog." Drept răspuns, întâistătătorul BRU, arhiepiscopul Lucian Mureșan, a adresat în data de 7 iulie 2011 o scrisoare deschisă patriarhului Daniel, în care și-a exprimat nedumerirea față de faptul că ierarhii ortodocși "au reluat aceeași retorică împotriva Bisericii Greco-Catolice care a creat numai dușmănie și conflicte între români în ultimii 20 de ani." În document este arătat faptul că în pofida dorinței exprimate de BOR în sensul demarării unui dialog constructiv, în practică lucrurile au rămas neschimbate.
Biserica Ortodoxă Română a programat pentru data de 21 august 2011 „resfințirea” Catedralei Adormirea Maicii Domnului din Baia Mare, fapt considerat drept un afront de către Episcopia Greco-Catolică de Maramureș, care a dat publicității un comunicat de presă în care și-a exprimat surprinderea și dezaprobarea. În pofida solicitării de încetare a resfințirilor de biserici revendicate, rugăminte exprimată de episcopii greco-catolici prin scrisoarea din 7 iulie 2011, în data de 28 august 2011 un episcop din Biserica Ortodoxă Română a procedat la resfințirea bisericii din Ceanu Mare, în apropiere de Turda.
În data de 16 decembrie 2011 a avut loc la Mănăstirea Sâmbăta o ședință comună a celor două sinoade mitropolitane ortodoxe din Transilvania, în vederea identificării soluțiilor pentru îndeplinirea deciziei Sfântului Sinod de reluare a dialogului cu BRU și de rezolvare a problemelor patrimoniale. Zece zile mai târziu mitropolitul Laurențiu Streza a numit un nou preot paroh la Biserica dintre Brazi din Sibiu, cu toate că biserica este revendicată.
În data de 13 februarie 2012 patriarhul Daniel, însoțit de mitropoliții ortodocși din Ardeal, Laurențiu Streza și Andrei Andreicuț, s-a întâlnit cu un grup de șase ambasadori acreditați în România, între care Mark Gitenstein, ambasadorul SUA, pe tema restituirii bisericilor greco-catolice. Patriarhul Daniel a arătat că inițiativa reluării dialogului cu Biserica Română Unită cu Roma a fost luată de Biserica Ortodoxă Română încă din iulie 2010.
În data de 3 iunie 2014 Comisia Europeană împotriva Rasismului și Intoleranței, organism din cadrul Consiliului Europei, a dat publicității un raport în care recomandă autorităților române „să-și asume un rol conducător în rezolvarea disputelor referitoare la proprietăți dintre Biserica Ortodoxă și Biserica Greco-Catolică.”
Lipsa de progres în chestiunea restituirii bisericilor greco-catolice a fost menționată drept „o problemă semnificativă” în raportul Departamentului de Stat al Statelor Unite privind libertatea religioasă, dat publicității în 28 iulie 2014. Nicholas Dean, emisar special al SUA, a declarat într-un interviu publicat la 1 martie 2015 că Biserica Română Unită pare să fie singura din România care nu a beneficiat aproape deloc de principiul restituirii și se află într-o situație chiar mai defavorizată decât comunitatea evreiască.
În data de 26 noiembrie 2015 episcopii ortodocși din Transilvania, reuniți la Deva, au decis să trimită o scrisoare cardinalului Lucian Mureșan, cu rugămintea de a aplana situațiile conflictuale care există. În același timp episcopii ortodocși obstrucționează restituirea bisericilor greco-catolice din marile orașe din Transilvania, precum Alba Iulia, Sibiu, Brașov, Târgu Mureș, Bistrița și Zalău. Restituirea catedralelor din Baia Mare și Gherla, deși promisă încă de patriarhul Teoctist, nu a fost pusă în practică până în prezent.
În data de 20 iulie 2023 secretarul de stat Ciprian Olinici a cerut scuze, în numele Secretariatului de Stat pentru Culte, pentru actele de opresiune asupra Bisericii Române Unită cu Roma, Greco-Catolică, săvărșite de Departamentul Cultelor în perioada comunistă.

## Personalități

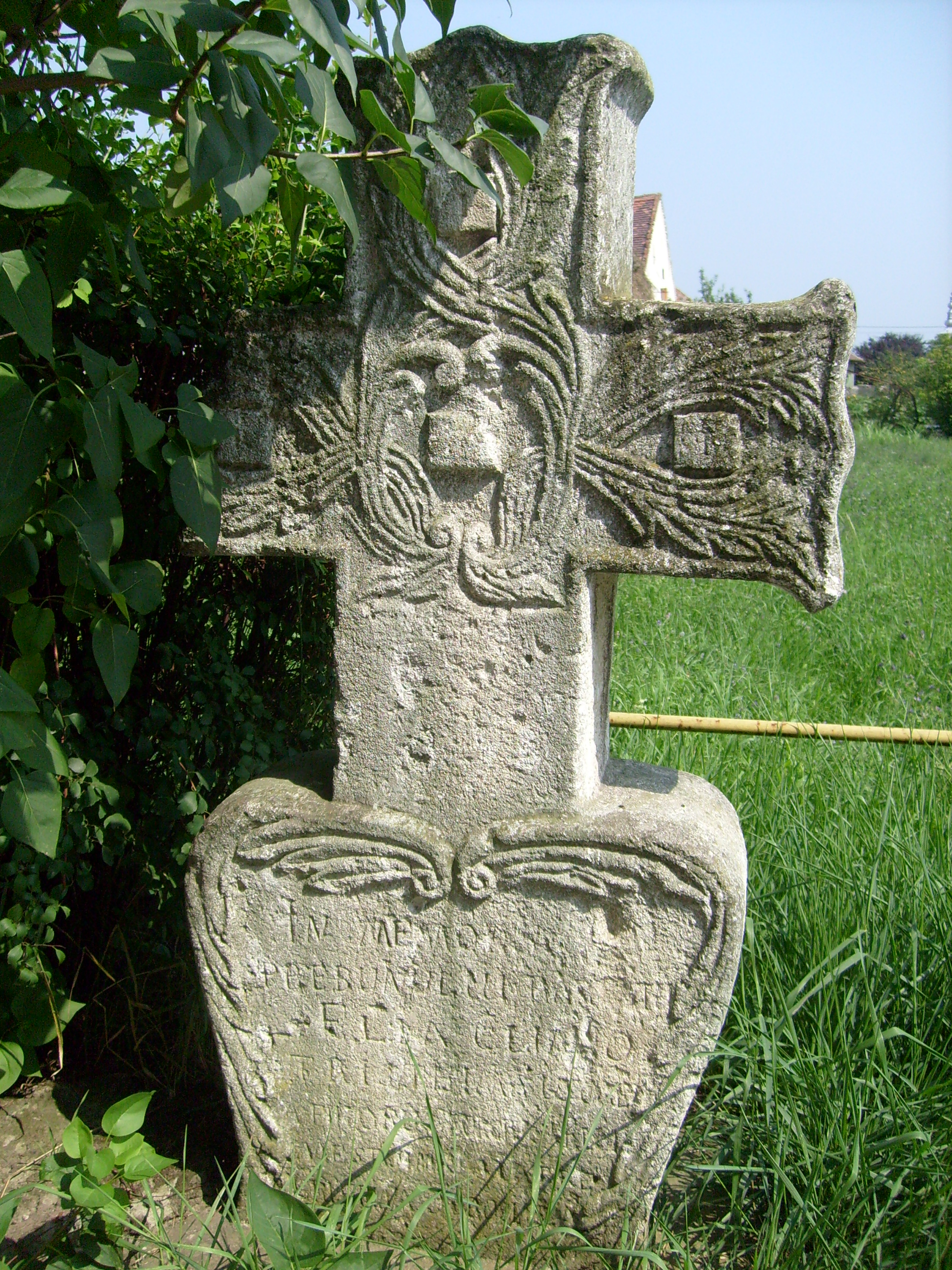
Cruce de mormânt din Maieri-Alba Iulia

A Vasile Aftenie, Ion Agârbiceanu, Ioan Alexi, Petru Pavel Aron, Ioan Axente Sever
 B Octavian Balint, Simion Balint, Nicolae Balotă, George Barițiu, Cristian Bădiliță, Ioan Bălan, Vasile Bărbat, Simion Bărnuțiu, Virgil Bercea, Ioan Bianu, Veta Biriș, Ioan Bob, Iosif Boda, Ioan Boeriu, Ovidiu Bojor, Alexandru Borza, Ion Brad, Pius Brânzeu, Nicolae Breban, Caius Brediceanu, Tiberiu Brediceanu, Ion Budai-Deleanu, Augustin Bunea
 C Dumitru Caracostea, Ilarie Chendi, Ioan Chindriș, Vasile Chindriș, Tit Liviu Chinezu, Ștefan Cicio-Pop, Ion Ciocan, Timotei Cipariu, Toma Cocișiu, Vasile Coloși, Corneliu Coposu, Doina Cornea, Iuliu Coroianu, George Coșbuc, Gherontie Cotore 
D Pavel Dan, Leon Daniello, Elie Dăianu, Nicolae Densușianu, Neagu Djuvara, Iosif Constantin Drăgan, Petre Dulfu
 E Vasile Erdeli
 F Dionisie Florianu, Ion Flueraș, Amos Frâncu, Valeriu Traian Frențiu, Virgil Fulicea
 G Ioan Georgescu, Alexandru Grama
 H Emil Hațieganu, Iuliu Hațieganu, Iuliu Hirțea, Enea Hodoș, Iosif Hodoș, Emil Hossu, Iuliu Hossu, Vasile Hossu, Lucia Hossu Longin, Francisc Hubic
 I Carmen Iohannis
 L Romulus Ladea, Viorica Lascu, August Treboniu Laurian, Nicolae Linca, Vasile Lucaciu
 M Monica Macovei, Ștefan Manciulea, Augustin Maior, Liviu Maior, Petru Maior, Ioan Maiorescu, Iuliu Maniu, Ștefan Micle, Ioan Miclea, Inocențiu Micu-Klein, Samuil Micu, Ioan Micu Moldovan, Theodor Mihali, Grigore Moisil, Octavian Moisin, Ovidiu Iuliu Moldovan, Ștefan Moldovan, Vasile Moldovan, Lucia Mureșan, Lucian Mureșan, Andrei Mureșanu, Camil Mureșanu, Iacob Mureșanu, Francisc Munteanu, Nicolae Mărgineanu
N Octavian Naghiu, Emil Negruțiu
 O Virgil Onițiu, Petru Olariu-învātor, Prof. Dr. Olariu Silviu Petru.
P Victor Papilian, Alexandru Papiu Ilarian, Francisc Pall, Ioan Para, Dan Pavel, Francisc Păcurariu, Claudiu-Lucian Pop, Ionel Pop, Leonida Pop, Mihai Pop, Sever Pop, Gheorghe Pop de Băsești, Aurel Popp, Florian Porcius, Dumitru Protase, Silvestru Augustin Prunduș, Aron Pumnul
 R Demetriu Radu, Alexandru Rațiu, Ioan Rațiu, Ion Rațiu, Nicolae Rațiu, Vasile Rațiu, Liviu Rebreanu, Alexandru Roman, Gheorghe Roman, Radu Anton Roman, Alexandru Rusu
 S Octavian Smigelschi, Victor Smigelschi, Alexandru Sterca-Șuluțiu, Ioan Sterca-Șuluțiu, Coriolan Sabău, Gheorghe Claudiu Suciu, Ioan Suciu, Vasile Suciu
 Ș Gheorghe Șincai, Raoul Șorban, Virgil Șotropa, Bernard Ștef
 T Ioan Taloș, Ioan Taloș (etnolog),  Coriolan Tătaru, Alexandru Todea, Sigismund Toduță
 Ț Gabriel Țepelea 
U David Urs
 V Alexandru Vaida-Voevod, Ioan Vancea, Aloisiu Vlad, Iosif Vulcan, Samuil Vulcan
 Z Mircea Zaciu, Virginia Zeani